# Schloss Groß Peterwitz

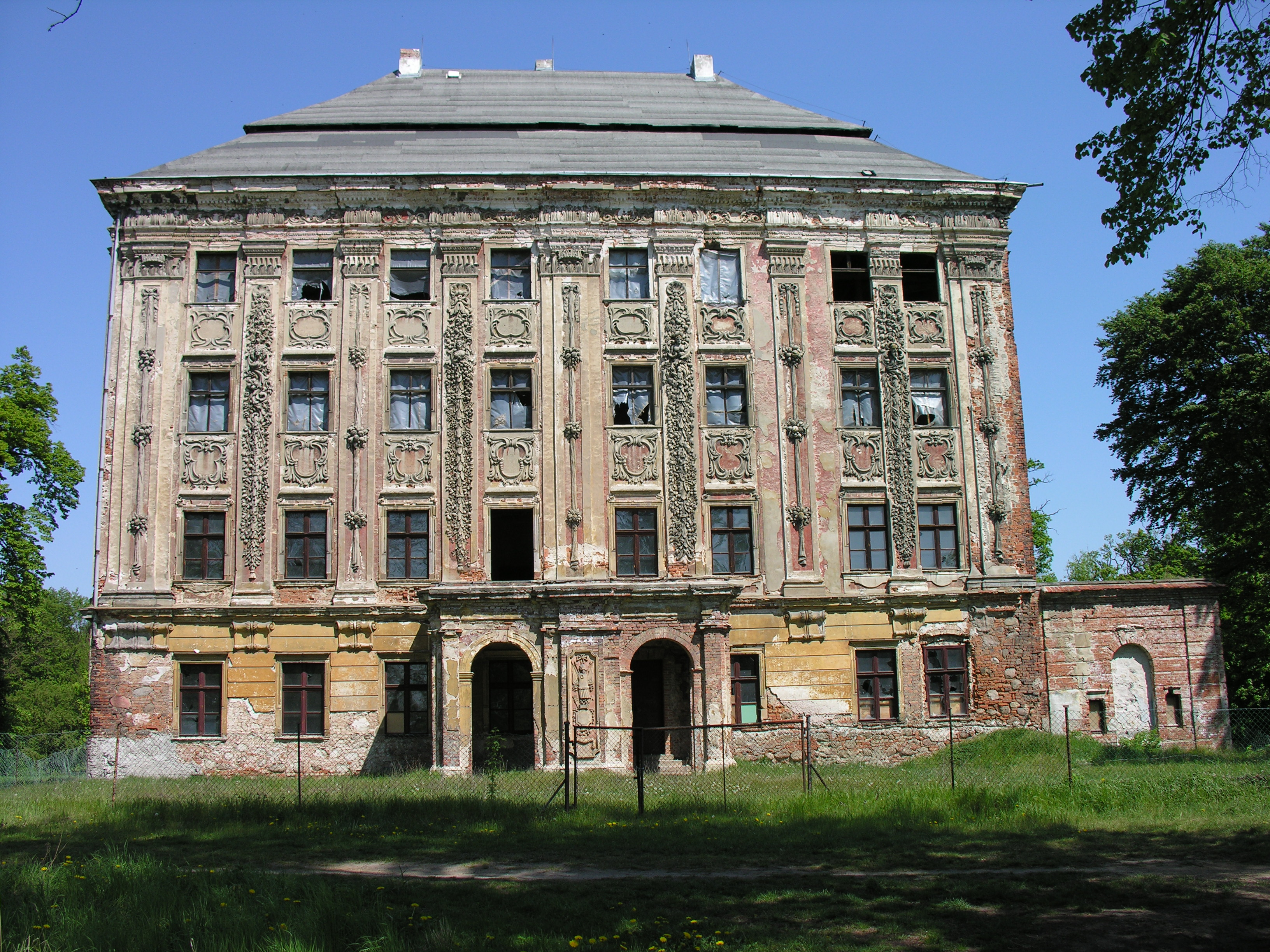
Schloss Groß Peterwitz

Das Schloss Groß Peterwitz (polnisch Pałac w Piotrkowicach) ist die Ruine eines Schlosses in Piotrkowice (Groß Peterwitz) im Powiat Trzebnicki (Kreis Trebnitz) in der Woiwodschaft Niederschlesien in Polen. Das Schloss gilt als eines der bemerkenswertesten Schlösser des Frühbarock in Schlesien.

## Geschichte

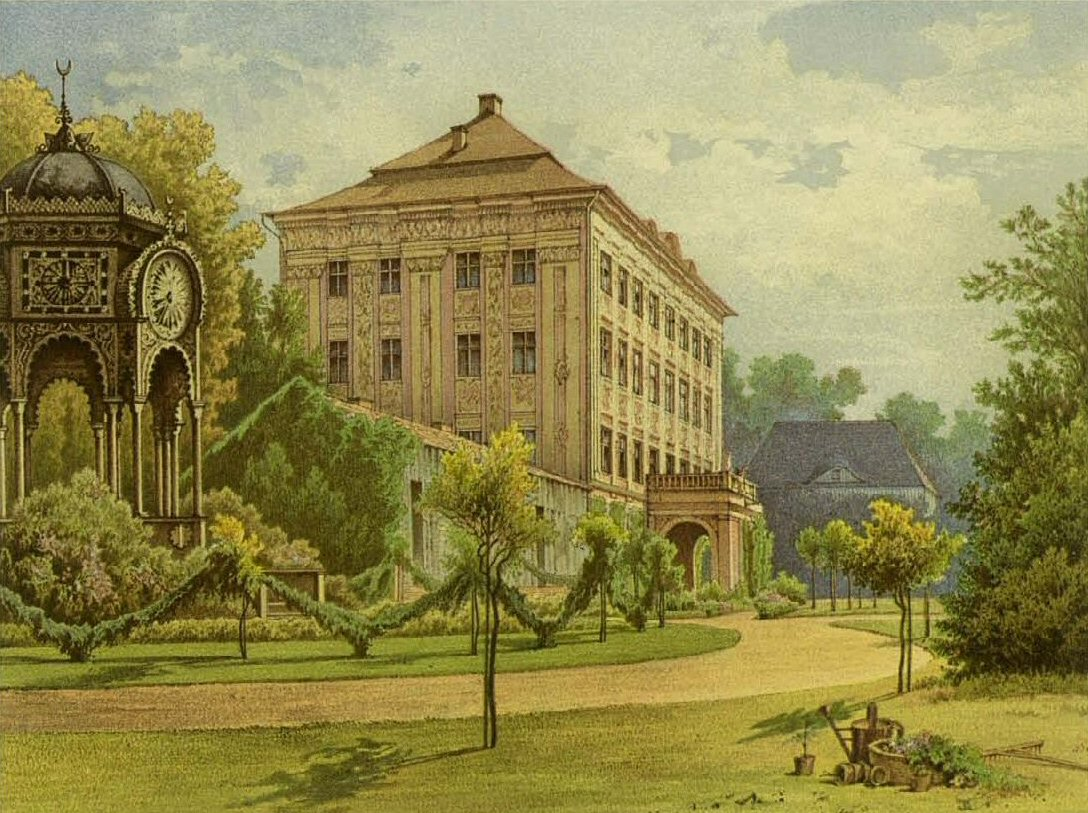
Schloss Groß Peterwitz um 1880

Vermutlich bestand bereits um 1392, als das Dorf erstmals urkundlich erwähnt wurde, ein Herrensitz. Seit Mitte des 16. Jahrhunderts waren hier die von Nostitz ansässig. Über die von Skopp ging der Besitz an Anna Maria von Studnitz, die nach einer ersten Ehe, in der sie mit Georg Leonhard Graf von Colonna verheiratet war, nach dessen Tod 1687 Joachim Wilhelm Maltzahn ehelichte. Dieser ließ den Renaissancebau aufstocken und im Stil des Frühbarock umgestalten. Die Ausführung der Stuckarbeiten übernahm Giovanni Simonetti oder dessen Bruder. 
Durch Heirat gelangte das Schloss an Friedrich August Graf von Kospoth und 1787 an Adolph Freiherr von Danckelmann. Dessen Sohn Heinrich ließ Anfang des 19. Jahrhunderts den weitläufigen Englischen Landschaftspark anlegen. Die von Danckelmann blieben bis 1945 Eigentümer des Schlosses.
Nach dem Übergang Schlesiens nach Ende des Zweiten Weltkriegs 1945 an Polen wurde das Dominium Sitz einer Volkseigenen Landwirtschaftlichen Produktionsgenossenschaft. Das Schloss wurde zunächst als Kulturhaus genutzt und 1964 unter Denkmalschutz gestellt und deshalb gesichert. Bald nach der politischen Wende 1989 wurde das Schloss verkauft und ging in privaten Besitz über, verwahrloste aber weiter. Seit 2014 hat es einen neuen Eigentümer.

## Bauwerk
Das Schloss ist viergeschossig mit hohem Mansardenwalmdach. Es ist acht, gartenseitig sechs Achsen breit und wirkt dadurch sehr hoch. Bis auf das gebänderte Erdgeschoss sind alle Fassadenflächen mit reichem Stuck geschmückt, besonders die Kolossalpilaster, deren Schäfte mit Blüten- und Fruchtfestons und grotesken Masquerons kaschiert sind. Unter den Ohrenrahmungen der Fenster sind heute zum Teil wieder renaissancezeitliche Profilgewände erkennbar, die Brüstungsfelder darunter sind mit Akanthuskartuschen ausgefüllt. Der Landschaftspark ist völlig verwildert, das Mausoleum derer von Danckelmann ist eine Ruine.